# NGC 740
NGC 740 je spirální galaxie s příčkou v souhvězdí Trojúhelníku. Její zdánlivá jasnost je 14,1m a úhlová velikost 1,4′ × 0,3′. Je vzdálená 212 milionů světelných let, průměr má 85 000 světelných let. Galaxii objevil 11. října 1850 Bindon Blood Stoney.

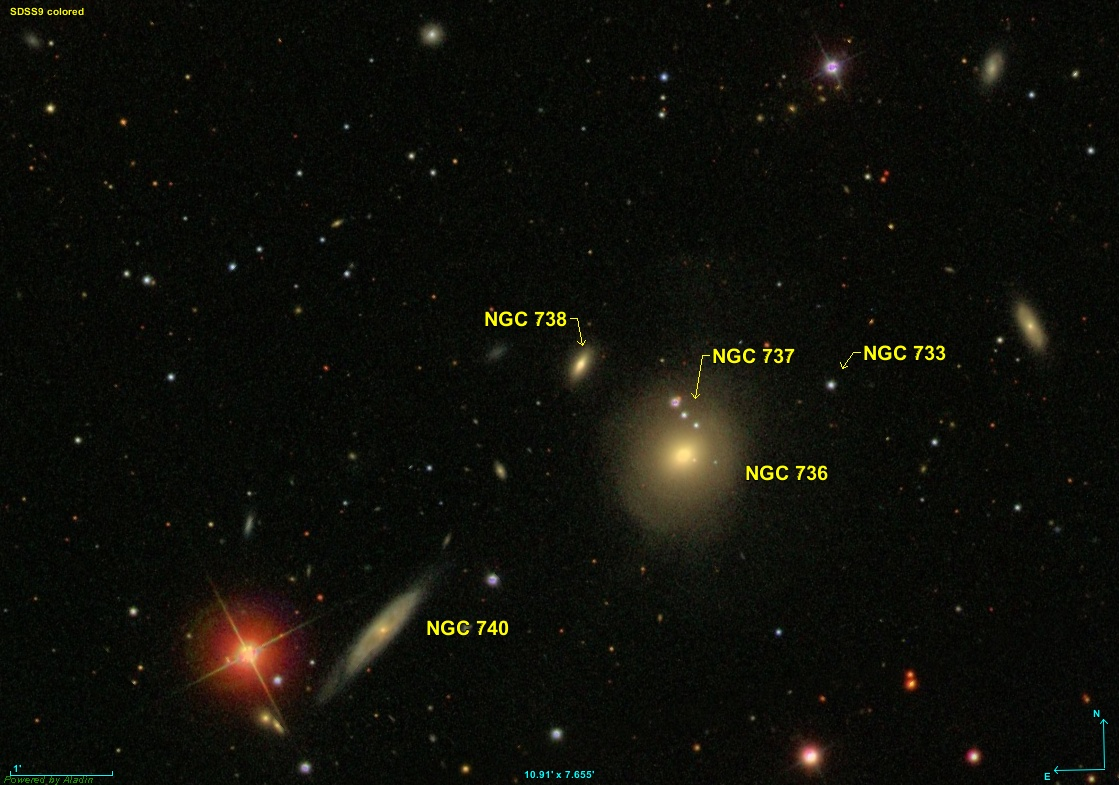
NGC 740 s galaxiemi NGC 736 a NGC 738